# Generał-chorąży

Oznaczenia stopnia generała-chorążego Armii Czynnej URL

Generał-chorąży (ukr. Генера́́л-хорунжий) – stopień wojskowy korpusu generalskiego w historycznych ukraińskich formacjach wojskowych (Armii Czynnej Ukraińskiej Republiki Ludowej, Dyrektoriacie, Ukraińskiej Powstańczej Armii itp.) Jest wyższy od stopnia pułkownika i niższy od stopnia generała porucznika.
Jego odpowiednikiem w Wojsku Polskim jest generał brygady (kod NATO OF-6).